# Ingo Sommer
Ingo Sommer (* 12. Juni 1942 in Paderborn) ist ein deutscher Architekturhistoriker und Professor für Baugeschichte.

## Leben
Ingo Sommer wuchs in Soest auf und war Schüler des Aldegrever-Gymnasiums. Seine Besuche der documenta I (1955) und documenta II (1959), der INTERBAU Berlin (1957/1958) sowie der EXPO 58 Brüssel ermöglichten ihm bereits in frühester Jugend Begegnungen mit der Moderne und begeisterten ihn für den Architektenberuf. Ab 1960 lernte er das Maurerhandwerk, legte die Gesellenprüfung ab und arbeitete als Bauzeichner. Danach studierte er Hochbau an der Staatlichen Ingenieurschule Höxter und erlangte 1966 den Abschluss als Ingenieur (grad.). In der Folge studierte er u. a. bei dem Architekten Willy Kreuer, dem Stadtplaner Peter Koller und dem Architekturhistoriker Julius Posener an der Technischen Universität Berlin Architektur und Stadtbau. 1968 nahm er dort an der Aktion 507 teil, die sich kritisch mit der zeitgenössischen Stadtplanung befasste, aber auch der Wiederentdeckung von Altbauquartieren den Weg bereitete. Bekannt wurde 1971 seine Rekonstruktion des Planungs- und Bauablaufes der Berliner Gropiusstadt. Er arbeitete als Dipl.-Ing. (TU) in Berliner Architekturbüros und Baudienststellen, u. a. in der Stadtsanierung Berlin-Kreuzberg. Von 1973 bis 2002 war er Leiter des Hochbauamtes Wilhelmshaven. Dort gehörten neben den vielfältigen kommunalen Bauaufgaben auch der Erhalt, die Weiternutzung und Umwertung historisch bedeutsamer Werftarbeitersiedlungen, Strandanlagen, Ingenieurbauten, Stadtquartiere und Hafenränder zu seinen herausragenden Initiativen. Mit dem Kulturzentrum Pumpwerk (1975–76) entwarf und baute er das erste soziokulturelle Zentrum in Niedersachsen. Es folgten die Bürgerbegegnungsstätte Ruscherei (1980–81), der Wasserturm Kurpark (1990–91), das Jugendzentrum Spritzenhaus Fedderwarden (1984), der Werftwasserturm (ab 2001) etc. Zusätzlich widmete er sich seiner Promotion (summa cum laude), seiner Habilitation (Lehrbefugnis: „Deutsche Baugeschichte des 19. und 20. Jahrhunderts“), der architekturgeschichtlichen Erforschung deutscher Bauten in China (Tsingtau) und zahlreichen Publikationen. Seine Dissertation Die Stadt der 500.000, Wilhelmshavens Architektur und Stadtplanung im Dienste des NS-Systems wurde beispielhaft für die wissenschaftliche Aufarbeitung der NS-Architektur und gilt als Standardwerk. Seine Habilitationsschrift Architektur der Wohnbaureform befasst sich mit den soziokulturellen Hintergründen der Wohnungsbaugenossenschaften. Gutachter seiner Habilitationsschrift waren die Architekturhistoriker Dieter Kimpel (Universität Stuttgart) und Cord Meckseper (Universität Hannover) sowie der Kunsthistoriker Peter Springer (Universität Oldenburg). Ingo Sommer lehrt seit 1991 an der Universität Oldenburg Architekturgeschichte, seit 1995 als Privatdozent und seit 2006 als Honorarprofessor am Institut für Kunst und visuelle Kultur. Gutachter seiner Bestellung zum Honorarprofessor waren u. a. auch der Architekturhistoriker Werner Durth (Technische Universität Darmstadt), der Kunsthistoriker Peter Betthausen (Direktor Alte Nationalgalerie Berlin) und der Historiker Ernst Hinrichs (Universität Oldenburg). Er war von 2002 bis 2005 Wissenschaftlicher Berater des Verwaltungsvorstandes der Stadt Wilhelmshaven. Er setzt sich in Schriften und Vorträgen kritisch mit der gegenwärtigen Baukultur auseinander, bemüht sich um sachgerechten Umgang mit historischer Architektur und streitet für zeitgemäßen Denkmalschutz.
Ingo Sommer arbeitet seit 2005 als freier wissenschaftlicher Autor, Architekturhistoriker und Denkmalschutz-Gutachter. In bisher über 50 Vorträgen engagierte er sich ehrenamtlich für die Deutsche Stiftung Denkmalschutz. Er ist mit Sabine Sommer verheiratet und lebt in Kleinmachnow bei Berlin.

## Werk und Ideen
Das Schaffen von Ingo Sommer gliedert sich in die Tätigkeit als Architekt und Bauamtsleiter (1966–2002) sowie gleichzeitige architekturwissenschaftliche Arbeit und akademische Lehre, die bis heute anhalten. Bereits während seiner Studienzeit vereinigte er die Theorie von Ingenieur- und Universitätsausbildung mit praktischer Tätigkeit in Architekturbüros und Bauämtern. Seine Arbeit in der Stadterneuerung von Kreuzberg und die Aktion 507 begründeten schon 1968 in Berlin seine Nähe zu Architekturgeschichte und Stadterhalt. Er widersprach rücksichtsloser Flächensanierung sowie der Zerstörung alter Wohnquartiere und befürwortete Nachhaltigkeit in der Baukultur. Seit den 1970er Jahren bewahrte er zahlreiche Hafen- und Werftbauten sowie Arbeitersiedlungen als Zeugnisse der Wilhelmshavener Marinearchitektur vor dem Abriss. Vor allem führte er Industrie- und Schiffbauhallen durch Umwertung neuen sozialen und kulturellen Nutzungen zu. Es entstanden nach seinen Ideen u. a. Spielorte der Kultur und Ausstellungsflächen für Bildende Kunst, die damit näher an die Menschen rückten. Seine Leitlinie war, Kultur generations- und disziplinübergreifend für alle zu öffnen. Diese entwurfliche und praktische Umsetzung verband Ingo Sommer wiederum mit seiner Hochschullehre sowie lebhafter Veröffentlichungs- und Vortragstätigkeit.
Derzeitiger architekturwissenschaftlicher Forschungsschwerpunkt von Ingo Sommer ist die Preußische Moderne, die Neue Baukunst im Freistaat Preußen 1918–1933. Im Juli 2024 erschien hierzu sein 520-seitiges Buch mit 202 Abbildungen bei Duncker & Humblot Berlin in der Reihe der Quellen und Forschungen zur Brandenburgischen und Preußischen Geschichte der Preußischen Historischen Kommission.

## Ehrungen
- Verleihung der Landschaftsmedaille der Oldenburgischen Landschaft, Oldenburg 2004.[10]
- Bestellung als Honorarprofessor an der Carl von Ossietzky Universität Oldenburg 2006.
- Kooptiertes Mitglied der Preußischen Historischen Kommission, Berlin 2011.

## Schriften (Auswahl)
- BBR, Versuch einer Rekonstruktion des Planungs- und Bauablaufes der Großraumsiedlung Berlin-Buckow-Rudow (Gropiusstadt). Zusammen mit Ulrich Kleinerüschkamp und Reinhard Brüggemann, Diplomarbeit, Technische Universität Berlin, 1971.
- Die Stadt der 500.000. Vieweg, Braunschweig/Wiesbaden 1993, ISBN 3-528-08851-6.
- 100 Jahre Wilhelmshavener Spar- und Baugesellschaft e.G. 1893–1993. Brune Druck- und Verlagsgesellschaft, Wilhelmshaven 1993.
- Architektur der Wohnbaureform. Habilitationsschrift, Universität Oldenburg, 1994.
- EXPO AM MEER. Entwurf zu einem Masterplan. Brune Druck- und Verlagsgesellschaft, Wilhelmshaven 1995, ISBN 3-930510-59-6.
- Wilhelmshavens Stadtarchitektur im Überblick. In: D. Röller (Hrsg.): Stadt und Mensch zwischen Chaos und Ordnung. Peter Lang, Frankfurt 1996, ISBN 3-631-49095-X.
- Architektur im kaiserlichen Wilhelmshaven – Das Zeitalter von Wilhelm II. In: Deutsche Gesellschaft für Schifffahrts- und Marinegeschichte e. V. (Hrsg.): Jahrbuch 1995. Deutsche Gesellschaft für Schifffahrts- und Marinegeschichte, Düsseldorf 1996, ISSN 1431-1453.
- Vom Barackenlazarett zum Städtischen Krankenhaus. Brune Druck- und Verlagsgesellschaft, Wilhelmshaven 1998, ISBN 3-930510-68-5.
- Fritz Höger und Wilhelmshaven. In: Stadtmuseum Delmenhorst u. a. (Hrsg.): Fritz Höger 1877–1949. Isensee Verlag, Oldenburg 1999, ISBN 3-89598-640-2.
- Tsingtau, eine deutsche Marinestadt in China 1897–1914. In: Hartmut Klüver (Hrsg.): Auslandseinsätze deutscher Kriegsschiffe im Frieden. Kleine Schriftenreihe zur Militär- und Marinegeschichte, Band 7.  Winkler-Verlag, Bochum 2003, ISBN 3-89911-007-2, ISSN 1617-3074.
- Wilhelm II. und Wilhelmshaven, zur Topographie einer wilhelminischen Stadt. Lohse-Eissing / Brune-Mettcker Druck- und Verlags-GmbH, Wilhelmshaven 2003, ISBN 3-930510-21-9.
- Schinkel-Schüler in Wilhelmshaven – Planung von Hafen und Stadt (1853–1918). In: Nordwestdeutsche Universitätsgesellschaft (Hrsg.): 150 Jahre Jadevertrag. Brune-Mettcker Druck- und Verlags-GmbH, Wilhelmshaven, ISBN 3-930510-86-3.
- Kleine Architekturgeschichte der Kunsthalle Wilhelmshaven. In: 1968 – Architektur in Bewegung. Katalog Kunsthalle Wilhelmshaven. Kunsthalle Wilhelmshaven, 2008, ISBN 978-3-930510-98-6.
- Zwischen Tradition und Moderne. Die Wilhelminische Architektur und Neuss. In: Kreisheimatbund Neuss e. V. (Hrsg.): Jahrbuch für den Rhein-Kreis Neuss 2011. Neuss 2010, ISBN 978-3-9810667-5-3.
- Bauherr in Berlin: Macht und Demokratie – Architektur als Teil der Geschichte von Parlamentarismus und Parteien. In: Preußische Historische Kommission und Geheimes Staatsarchiv Preußischer Kulturbesitz (Hrsg.): Forschungen zur brandenburgischen und preußischen Geschichte, 19. Band, 2009, Heft 2. Duncker & Humblot, Berlin 2010, ISSN 0934-1234, ISSN 1865-5750.
- Die „Romantische Puppenstube“ von Sanssouci. Charlottenhof und die Antike Friedrich Wilhelms IV. In: Preußische Historische Kommission und Geheimes Staatsarchiv Preußischer Kulturbesitz (Hrsg.): Forschungen zur brandenburgischen und preußischen Geschichte, 23. Band, 2013, Heft 2. Duncker & Humblot, Berlin 2013, ISSN 0934-1234, ISSN 1865-5750.
- Die Architektur der Universität Potsdam. Von Schlössern, Kasernen und NSGebäuden. In: Manfred Görtemaker (Hrsg.): 25 Jahre Universität Potsdam. Rückblicke und Perspektiven. Bebra Verlag, Berlin 2016, ISBN 978-3-95410-071-2.
- Baumeister und Könige auf dem Wege zur modernen Stadt. Die Bedeutung der Architektur für Preußens Aufstieg. In: Peter Betthausen, Frank-Lothar Kroll (Hrsg.): Kunst in Preußen – preußische Kunst? In: Forschungen zur brandenburgischen und preußischen Geschichte, Beiheft 13/1, Preußen in seinen künstlerischen Ausdrucksformen, Band 1. Duncker & Humblot, Berlin 2016, ISSN 0940-1644, ISBN 978-3-428-14863-9, ISBN 978-3-428-54863-7.
- Zwischen Tradition und Moderne. Wilhelm II. und die Baukunst. In: Preußische Historische Kommission und Geheimes Staatsarchiv Preußischer Kulturbesitz (Hrsg.): Forschungen zur brandenburgischen und preußischen Geschichte, 25. Band, 2015, Heft 2. Duncker & Humblot, Berlin 2016, ISSN 0934-1234, ISSN 1865-5750.
- Friedrich Wilhelm IV. – Er wollte das schöne Preußen. In: Preußische Historische Kommission und Geheimes Staatsarchiv Preußischer Kulturbesitz (Hrsg.): Forschungen zur brandenburgischen und preußischen Geschichte, 26. Band, 2016, Heft 2. Duncker & Humblot, Berlin 2017, ISSN 0934-1234, ISSN 1865-5750.
- Wohnkultur und Möbelkunst für Wilhelm II. In: Preußische Historische Kommission und Geheimes Staatsarchiv Preußischer Kulturbesitz (Hrsg.): Forschungen zur brandenburgischen und preußischen Geschichte, 27. Band 2017 Heft 2. Duncker & Humblot, Berlin 2017, ISSN 0934-1234, ISSN 1865-5750.
- Die Vogelschaupläne von Tsingtau. In: Studienwerk Deutsches Leben in Ostasien e. V. (Hrsg.): StuDeO-Info Juni 2018, ISSN 1866-6434.
- Kaiserzeitliche Baukunst in Preußen und der Provinz Westfalen – auch in Soest. In: Soester Zeitschrift, Zeitschrift des Vereins für Geschichte und Heimatpflege Soest, Heft Nr. 130, Soest 2018, Westfälische Verlagsbuchhandlung Mocker & Jahn Soest, Soest 2018, ISSN 0176-3946.
- Voltaire bei Friedrich II.: Geist und Macht, Kunst und Herrschaft. In: Preußische Historische Kommission und Geheimes Staatsarchiv Preußischer Kulturbesitz (Hrsg.): Forschungen zur brandenburgischen und preußischen Geschichte, 28. Band 2018 Heft 1–2. Duncker & Humblot Berlin 2019, ISSN 0934-1234, ISSN 1865-5750.
- Wiederaufbau und Nachbau historischer Gebäude und Denkmäler. Darf Baugeschichte rekonstruiert werden? In: Soester Zeitschrift, Zeitschrift des Vereins für Geschichte und Heimatpflege Soest, Heft Nr. 131, Soest 2019, Westfälische Verlagsbuchhandlung Mocker & Jahn Soest, Soest 2019, ISSN 0176-3946.
- Die Stadtbefestigung von Soest: Gefährdetes (Welt)Kulturerbe, Soest 2020, Verlag Kunstpraxis Soest.
- Neues Bauen, die Weimarer Republik und Preußen: Zwischenkriegsarchitektur im Osten, In: Preußische Historische Kommission und Geheimes Staatsarchiv Preußischer Kulturbesitz (Hrsg.): Forschungen zur brandenburgischen und preußischen Geschichte, Beiheft 17. Duncker & Humblot Berlin 2022, ISSN 0940-1644, ISBN 978-3-428-18526-9 (Print), ISBN 978-3-428-58526-7 (E-Book).
- Preußische Moderne: Vom Ende der Pracht und einer neuen Baukunst 1918-1933. Duncker & Humblot, Berlin 2024, ISSN 0943-8629,  ISBN 978-3-428-19157-4 (Print), ISBN 978-3-428-59157-2 (E-Book).